# اکسس گیمز
اکسس گیمز (انگلیسی: Access Games) شرکت بازی ویدئویی ژاپنی است، که در سال ۱۹۹۶ تأسیس شد.